# St. Martin (Großmilkau)

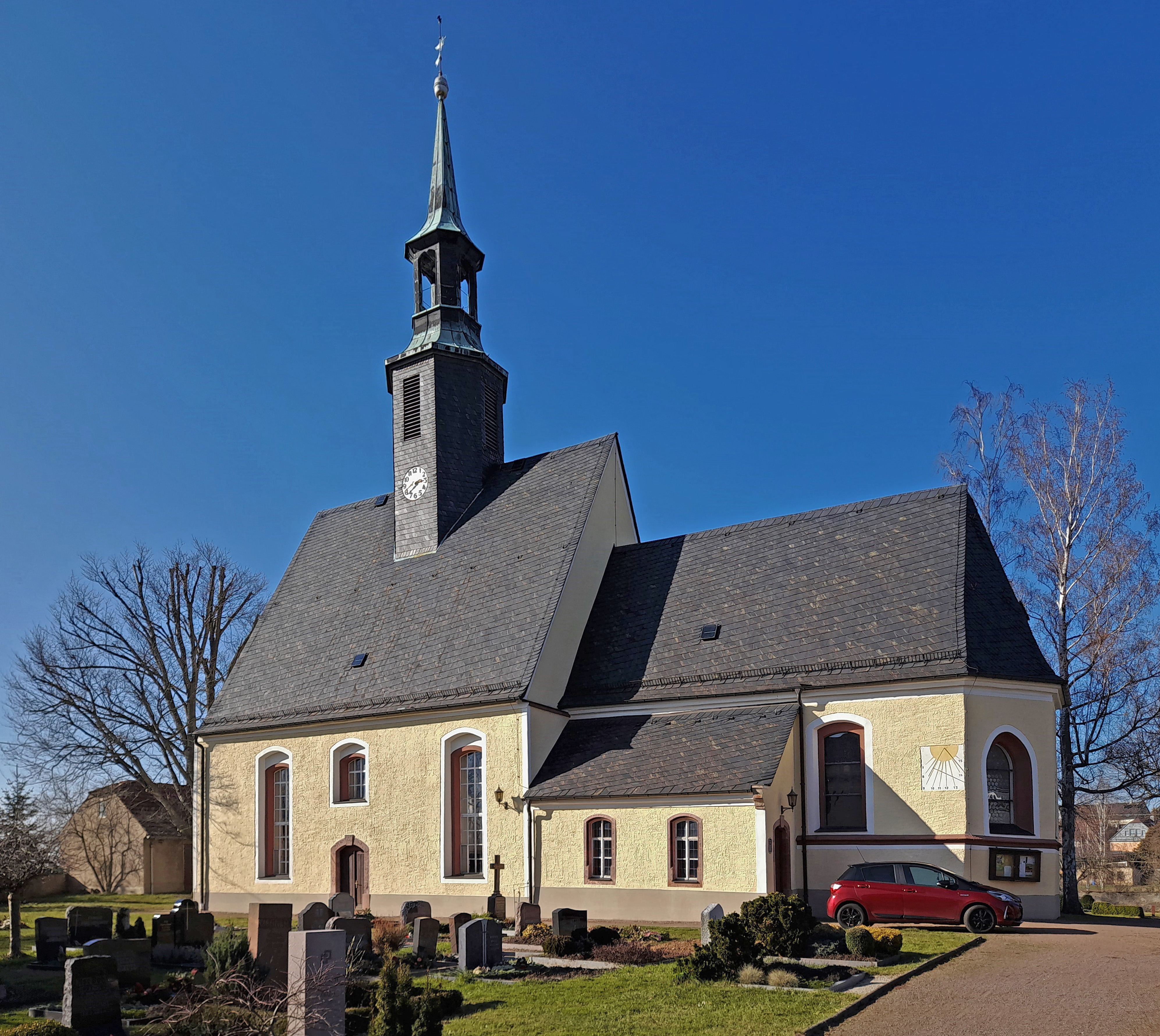
St. Martin (2023)

Die Kirche St. Martin ist eine Saalkirche in der zum Erlauer Ortsteil Milkau gehörenden Ortschaft Großmilkau. Das Kirchengebäude und der Kirchhof sowie die darin befindliche Lutherlinde stehen unter Denkmalschutz. Die Kirche gehört zur Evangelisch-Lutherischen Kirchgemeinde Erlau in der Evangelisch-Lutherischen Landeskirche Sachsens.

## Lage
Die Kirche St. Martin liegt am Südrand von Großmilkau und hat die Adresse Kirchstraße 8. Sie ist vom 0,35 Hektar großen Friedhof umgeben, an dessen Nordecke die 1883 zu Luthers 400. Geburtstag gepflanzte Lutherlinde steht. Die Kirche ist nicht streng geostet, ihre Achse weicht um etwa 19 Grad nach Norden ab.

## Geschichte

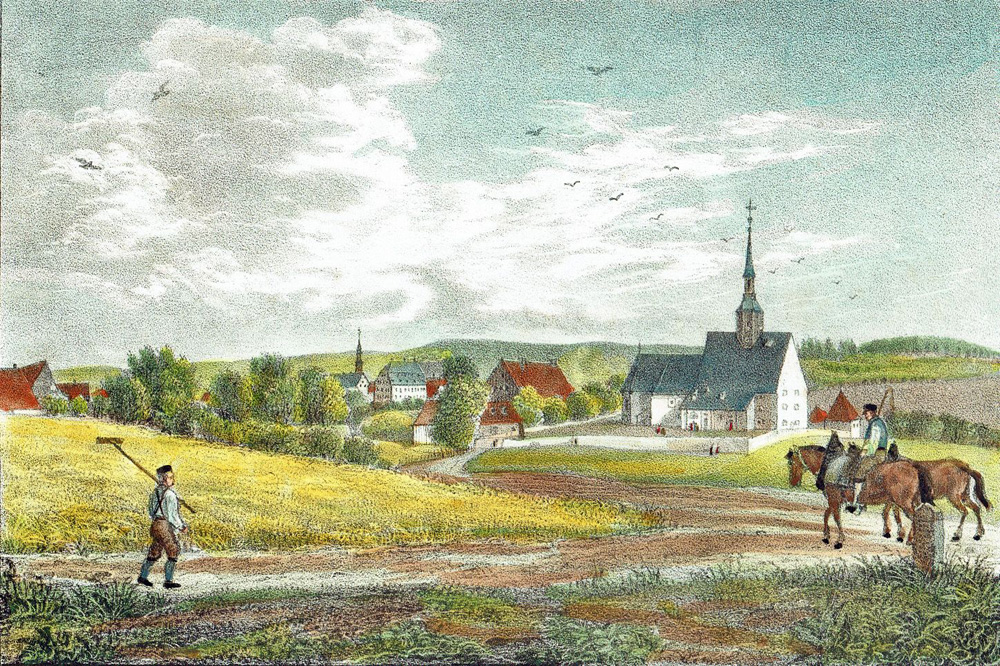
Die Kirche um 1840

Erste schriftliche Erwähnungen einer bereits für das 13. Jahrhundert vermuteten Großmilkauer Kirche datieren in der Zeit um 1500. Es dürfte anfangs nur eine romanische Kapelle gewesen sein, die seelsorgerisch von der Kirche Seelitz betreut wurde. Durch einen Brand 1616 wurde die Kirche fast vollständig zerstört. Lediglich Teile des Chors blieben als nunmehr älteste Elemente der heutigen Kirche erhalten. Den Neubau von 1618, der etwa dem jetzigen Erscheinungsbild entspricht, unterstützte die sächsische Kurfürstenwitwe Sophie (1568–1622) mit Baumaterial.
1765 wurde die erste Sonnenuhr angebracht. Nach einem Blitzschlag 1783 wurde die Inneneinrichtung der Kirche erneuert und im Folgejahr das Dach des Kirchenschiffs neu gedeckt sowie die Turmspitze erneuert. 1828 wurde der aus katholischer Zeit stammende Heiligenaltar durch ein Kruzifix ersetzt, dem 1884 als Altarbild das Ölgemälde „Der segnende Christus“ folgte. Der heutige Altar entstand 1901. Kruzifix und Ölgemälde hängen heute im Kirchenschiff.
1874 wurde die Sakristei von der Nord- auf die Südseite verlegt und 1884 die Orgelempore von der Altar- auf die Westseite. Die Nordempore und die Betlogen für die Rittergutsbesitzer wurden neu errichtet und unter der alten bemalten Holzdecke eine neue mit Stuckfriesen angebracht. 1909 erhielt die Kirche eine koksbefeuerte Heizungsanlage, die 1965 durch eine elektrische Infrarotheizung ersetzt wurde. Nach 1990 wurden zahlreiche Sanierungsmaßnahmen durchgeführt.

## Architektur

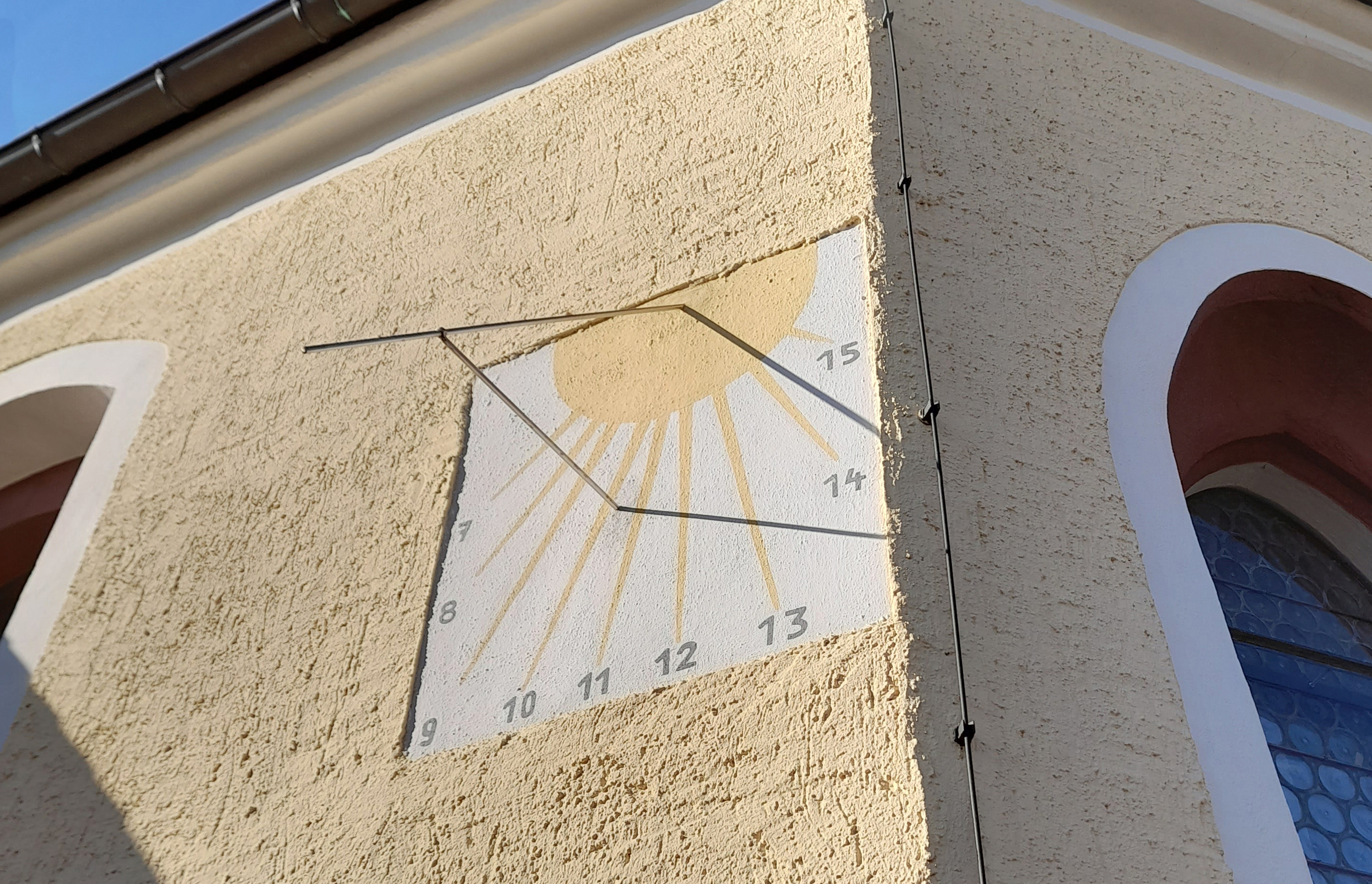
Sonnenuhr (2023)

Das Kirchengebäude ist ein verputzter Bruchsteinbau mit einer Gesamtlänge von circa 24 Metern. Davon entfallen etwa gleiche Teile auf die Halle und den stark eingezogenen Chor. Der Chor besitzt einen Dreiachtelschluss mit drei gotischen Spitzbogenfenstern. Alle übrigen Fenster sind Korbbogenfenster.
Das Dach ist schiefergedeckt und trägt mittig auf dem Hallenteil einen oktogonalen Dachreiter mit zwei Zifferblättern der Turmuhr und vier Schallfenstern. Der Dachreiter wird gekrönt von Laterne und Spitzhelm mit Turmkugel und Wetterfahne als blasendem Engel. Der Zugang zum Kirchenschiff befindet sich auf der Südseite. Am Chor sind an der Südseite die Sakristei und an der Nordseite die ehemaligen Betstuben der Rittergutsbesitzer angefügt.
An der Südostecke des Chores befindet sich auf dem Putz eine Sonnenuhr, Nachfolgerin der hölzernen von 1765.

## Ausstattung

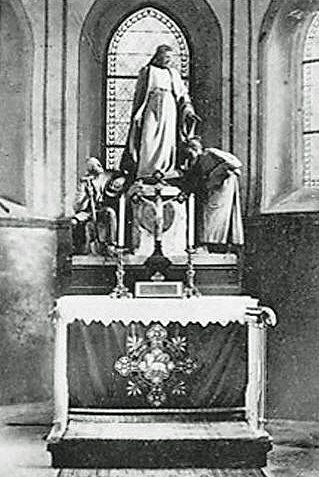
Altar (1909)

Der Altar zeigt den ein Bauernpaar segnenden Christus. Die Figuren aus Lindenholz stammen vom Dresdner Bildhauer Georg Gröne (1864–1935) und wurden farblich gefasst von Max Pietschmann (1865–1952). Die schlichte weiß und grau gefasste Kanzel mit Schalldeckel befindet sich am südlichen Beginn des Chores. Der Taufstein aus Rochlitzer Porphyr stammt von 1912. Das Kirchenschiff hat eine dreiseitige Empore.

## Orgel
Eine Rechnungserwähnung von 1694 für eine Orgelreparatur legt nahe, dass bereits zu dieser Zeit eine Orgel vorhanden war. Das nächste Instrument baute 1760 Orgelbaumeister Jacob Oertel († 1762) aus Grünhain, und zwar auf die damalige Orgelempore über dem Altar. Die heute noch vorhandene Orgel wurde 1884 von der Rochlitzer Firma Schmeißer auf der Westempore errichtet und 1965 durch dieselbe Firme repariert. Sie hat folgende Disposition:
| I Manual C–e3 |     |
| Bordun        | 16′ |
| Prinzipal     | 08′ |
| Doppelflöte   | 08′ |
| Octave        | 04′ |
| Gedacktpommer | 04′ |
| Mixtur III    |     |

| II Manual C–e3   |       |
| Lieblich Gedackt | 08′   |
| Gemshorn         | 04′   |
| Prinzipal        | 02′   |
| Quinte           | 1 ⁄3' |

| Pedal C–d1    |     |
| Subbass       | 16′ |
| Principalbass | 08′ |
| Choralbass    | 04' |

- Koppeln:  II/I, I/P (mit Durchkoppelung; bei gezogenem II/I auch als II/P)

## Geläut
Die Kirche von 1618 hatte zwei Glocken, die aus der Freiberger Glockengießerei Hilliger stammten. Sie wurden 1770 durch eine dritte ergänzt. 1905 wurden sie durch drei neue Glocken aus der Apoldaer Glockengießerei Franz Schilling ersetzt. Sowohl im Ersten – als auch erneuter Vervollständigung des Geläuts – im Zweiten Weltkrieg mussten zwei Glocken für Kriegszwecke abgegeben werden. Erst seit 1960 besitzt die Kirche wieder drei Bronzeglocken aus der Apoldaer Gießerei mit folgenden Tonhöhen und Gewichten: gis' (450 kg), c (242 kg) und es (139 kg).

## Pfarrer
Seit 1570 hatte St. Martin folgende evangelische Pfarrer:
- 1570: Lorenz Gerner
- 1576: Simon Kern
- 1615: Georg Lechla
- 1629: Wolfgang Hesse
- 1652: Johann Hesse
- 1652: Samuel Zenker
- 1679: Samuel Röhner
- 1693: Daniel Siegert
- 1708: Christian Ernst Werner
- 1736: Christian Samuel Werner
- 1764: Christian Viertel
- 1768: Christian Viertel
- 1774: Johann Friedrich Schulze
- 1798: Friedrich Burchard Hofmann
- 1837: Anton Aloysius Hofmann
- 1842: Rudolph Kropp
- 1870: Emil Arthur Böttger
- 1871: Richard Emil Wetzel
- 1879: Matthäus Martin Mickel
- 1889: Georg Conrad Rosenkranz
- 1894: Kurt Fürchtegott Starke
- 1911: Albert William Lindemann
- 1923: Gustav Karl Hoppe
- 1940  Walter Eduard Igel